# Jassa slatteryi
Jassa slatteryi är en kräftdjursart som beskrevs av Chris Conlan 1990. Jassa slatteryi ingår i släktet Jassa och familjen Ischyroceridae. Inga underarter finns listade i Catalogue of Life.